# كامل العزاوي
كامل إبراهيم حمد العزاوي (7 يناير 1926 - 11 أكتوبر 1995) هو مخرج سينمائي عراقي يعتبر صاحب أول فيلم عراقي ملون الذي صدر عام 1962 بعنوان (نبوخذ نصر). وهو زوج الروائية العراقية لطفية الدليمي.

## حياته
ولد كامل العزاوي في مدينة بهرز في محافظة ديالى أكمل دراسته الابتدائية والمتوسطة فيها ثم انتقل إلى بغداد ليكمل دراسته في دار المعلمين الابتدائية في الاعظمية عام 1943. ثم سافر إلى مصر وعمل فيها مساعداً للإخراج في خمسة أفلام روائية وفي عام 1949 حصل على شهادة فنية من نقابة السينمائيين المصريين تسمح له بممارسة الإخراج السينمائي في مصر وخارجها، أكمل دراسته في كلية الآداب بجامعة القاهرة ونال على شهادة البكلوريوس في عام 1953، وعلى دبلوم الموسيقى من معهد الموسيقى العربية بالقاهرة عام 1955، عمل في مجال التعليم في بغداد والبصرة وأشرف على البرامج الثقافية في التلفزيون العراقي كما عمل كمفتش اختصاصي على معاهد المعلمين في السعودية في عام 1968، أخرج فيلم نبوخذ نصر الذي عرض في سينما النصر في 3 كانون الأول 1962، وكان أحد مؤسسي قسم السينما في معهد الفنون الجميلة ومصلحة السينما والمسرح.

## روابط خارجية
- كامل العزاوي على موقع IMDb (الإنجليزية)
- كامل العزاوي على موقع قاعدة بيانات الأفلام العربية
- كامل العزاوي على موقع قاعدة بيانات الفيلم (الإنجليزية)